# Obwód Kiustendił
Obwód Kiustendił (bułg. Област Кюстендил) – jedna z 28 jednostek administracyjnych Bułgarii, położona w zachodniej części kraju. Graniczy z Macedonią Północną i Serbią oraz z obwodami: Błagojewgrad, Pernik i sofijskim.

## Skład etniczny
W obwodzie żyje 162 534	ludzi, z tego 152 644 Bułgarów (93,91%), 146 Turków (0,08%), 8 294 Romów (5,10%), oraz 1 450 osób innej narodowości (0,89%). (http://www.nsi.bg/Census_e/Census_e.htm)